# Русь (газета)
«Русь» — російська щоденна газета ліберально-кадетської орієнтації, що виходила в Петербурзі в 1903–1908 роках (з перервою).
Виходила під різними назвами: «Молва», «Русь», «XX век», «Око», «Новая Русь». Видавець-редактор — Олексій Олексійович Суворін.